# Bubu Palo
Yempabou Kevin "Bubu" Palo (Ames, Iowa, 9 de julio de 1991) es un baloncestista estadounidense que pertenece a la plantilla de Sioux Falls Skyforce de la NBA D-League. Con 1,85 metros de estatura, juega en la posición de base. El apodo de Bubu le viene del personaje de la serie de dibujos animados de El Oso Yogui.

## Trayectoria deportiva

### Universidad
Jugó tres temporadas con los Cyclones de la Universidad Estatal de Iowa, en las que promedió 3,4 puntos, 1,3 rebotes y 1,6 asistencias por partido.

### Profesional
Tras no ser elegido en el Draft de la NBA de 2014, fichó por los Texas Legends de la NBA D-League. donde jugó 16 partidos, en los que promedió 6,3 puntos y 2,1 asistencias, antes de ser despedido en enero de 2015.
Dos semanas más tarde fichó por los Sioux Falls Skyforce, donde en 26 partidos promedió 7.0 puntos y 3,0 asistencias. El 2 de noviembre de 2015 fue renovado por los Skyforce, donde completó la temporada promediando 11,8 puntos y 2,8 asistencias por partido, logrando el campeonato tras derrotar en las Finales a Los Angeles D-Fenders.